# Мировой тур по пляжному волейболу
Мировой тур Международной федерации волейбола — межконтинентальная серия турниров по пляжному волейболу. Тур сформировался из отдельных турниров в конце 1980-х годов. С 2017 года соревнованиям, входящим в зачёт Мирового тура, присвоена градация от одной до пяти «звёзд».

## История
Первый турнир по пляжному волейболу, организованный Международной федерацией волейбола, прошёл в 1987 году на пляже Ипанема в Рио-де-Жанейро. Сумма призовых в общей сложности составила 22 000$, победителями турнира стали американцы Синджин Смит и Рэнди Стоклос. С июля 1989 по февраль 1990 года впервые состоялся розыгрыш Мирового тура — серии из турниров в Ези, Эносиме и Рио-де-Жанейро. В сезоне-1990/91 Мировой тур состоял из четырёх этапов, в сезоне-1991/92 их количество выросло до семи. В августе 1992 года стартовал первый Мировой тур (из двух турниров) для женских команд. С 1996 года розыгрыши Мирового тура проводятся в один календарный год, с 1997 года одним из этапов Тура является чемпионат мира.

## Чемпионы тура
|         | Мужчины                            | Женщины                              |
| ------- | ---------------------------------- | ------------------------------------ |
| 1989/90 | Рэнди Стоклос / Синджин Смит       |                                      |
| 1990/91 | Рэнди Стоклос / Синджин Смит       |                                      |
| 1991/92 | Рэнди Стоклос / Синджин Смит       |                                      |
| 1992/93 | Рэнди Стоклос / Синджин Смит       | Кэролайн Кирби / Нэнси Рено          |
| 1993/94 | Роберто Лопес / Франко Нето        | Кэролайн Кирби / Лиз Масакаян        |
| 1994/95 | Ян Квалхейм / Бьёрн Маасайде       | Адриана Самуэл / Моника Родригес     |
| 1995/96 | Роберто Лопес / Франко Нето        | Сандра Пирес / Джеки Силва           |
| 1996    | Зе Марко де Мело / Эмануэл Рего    | Сандра Пирес / Джеки Силва           |
| 1997    | Зе Марко де Мело / Эмануэл Рего    | Адриана Беар / Шелда Беде            |
| 1998    | Гильерме Маркес / Рожерио Феррейра | Адриана Беар / Шелда Беде            |
| 1999    | Жозе Лойола / Эмануэл Рего         | Адриана Беар / Шелдa Беде            |
| 2000    | Зе Марко де Мело / Рикардо Сантос  | Адриана Беар / Шелда Беде            |
| 2001    | Танде Рамос / Эмануэл Рего         | Адриана Беар / Шелда Беде            |
| 2002    | Мартин Конде / Мариано Барасетти   | Кэрри Уолш / Мисти Мэй-Трейнор       |
| 2003    | Рикардо Сантос / Эмануэл Рего      | Сандра Пирес / Ана Паула Коннелли    |
| 2004    | Рикардо Сантос / Эмануэл Рего      | Адриана Беар / Шелда Беде            |
| 2005    | Рикардо Сантос / Эмануэл Рего      | Жулиана Фелисберта / Ларисса Франса  |
| 2006    | Рикардо Сантос / Эмануэл Рего      | Жулиана Фелисберта / Ларисса Франса  |
| 2007    | Рикардо Сантос / Эмануэл Рего      | Жулиана Фелисберта / Ларисса Франса  |
| 2008    | Харлей Маркес / Педро Салгадо      | Ана Паула Коннелли / Шелда Беде      |
| 2009    | Юлиус Бринк / Йонас Рекерман       | Жулиана Фелисберта / Ларисса Франса  |
| 2010    | Фил Дэлхоссер / Тодд Роджерс       | Жулиана Фелисберта / Ларисса Франса  |
| 2011    | Эмануэл Рего / Алисон Серутти      | Жулиана Фелисберта / Ларисса Франса  |
| 2012    | Джейк Жибб / Шон Розентал          | Жулиана Фелисберта / Ларисса Франса  |
| 2013    | Янис Шмединьш / Александр Самойлов | Талита Антунес / Таяна Лима          |
| 2014    | Янис Шмединьш / Александр Самойлов | Жулиана Фелисберта / Мария Антонелли |
| 2015    | Алисон Серутти / Бруно Оскар Шмидт | Барбара Сейшас / Агата Беднарчук     |
| 2015/16 | Янис Шмединьш / Александр Самойлов | Лаура Людвиг / Кира Валькенхорст     |
| 2017    | Эвандро Оливейра / Андре Штайн     | Ларисса Франса / Талита Антунес      |
| 2018    | Андерс Мол / Кристиан Сёрум        | Агата Беднарчук / Эдуарда Лижбоа     |
| 2019    | Андерс Мол / Кристиан Сёрум        | Сара Паван / Мелисса Умана-Паредес   |

## Турниры

### Турниры Большого шлема
Первый турнир Большого шлема для мужчин состоялся с 12 по 15 августа 1992 года в испанской Альмерии, для женщин — с 28 февраля по 3 марта 1996 года в Рио-де-Жанейро.
В основной сетке турниров Большого шлема участвуют 32 команды (из них 8 определяются по результатам квалификации), соревнования проходят в две стадии. Сначала команды разделены на 8 групп и играют с соперниками по группам в один круг. По три команды из каждой группы выходят в плей-офф, причём занявшие 1-е места — сразу во второй раунд (1/8 финала), а занявшие 2-е и 3-е места дополнительно играют в первом раунде плей-офф.
На соревнованиях этого уровня призовой фонд составляет 400 000$, а победитель получает 800 рейтинговых очков. С 2017 года турнирам Большого шлема присвоена категория «четыре звезды».
С сезона 2015 года также существует более высокая категория турниров — Major Series. С 2017 года «Мэйджоры» классифицируются как «5-звёздочные» турниры.

### Открытые турниры
С 2013 года турниры категории «Оупен» проводятся по схеме, аналогичной турнирам Большого шлема. Ранее применялась система с выбыванием после двух поражений.
С 2017 года открытым турнирам разделены на категории от одной до трёх «звёзд» в зависимости от суммы призового фонда и начисляемых рейтинговых очков.

### Чемпионаты мира
В основной сетке чемпионатов мира, проходящих один раз в два года, участвуют 48 команд, из них 32 по итогам матчей групповой стадии продолжают борьбу в плей-офф. Призовой фонд составляет 500 000$, победитель получает 1000 рейтинговых очков.